# Luis Alberto Monzón
Luis Alberto Monzón León (26 de maio de 1970) é um ex-futebolista profissional paraguaio que atuava como meia.

## Carreira
Luis Alberto Monzón representou a Seleção Paraguaia de Futebol na Copa América de 1991 e 1993.